# Petr Lízálek
Petr Lízálek (* 18. června 1976) je český basketbalista, reprezentant na Mistrovství Evropy kadetů 1993. Je vysoký 196 cm.
V české basketbalové lize hrál za kluby Sparta Praha (1994-2000, 6 sezón) a Sokol Vyšehrad (1993/94 a 2001/02). Se Spartou Praha získal tři pátá a jedno šesté místo a celkem zaznamenal 580 bodů. S družstvem Sokol Vyšehrad skončil na 8. a 12. místě.
S týmem Sparta Praha se zúčastnil pěti ročníků FIBA Poháru Korač v letech 1994 až 1999, zaznamenal celkem 36 bodů v 19 zápasech FIBA evropských pohárů klubů.
Za reprezentační družstvo České republiky kadetů hrál v roce 1993 na Mistrovství Evropy v Turecku a skončili na 5. místě. Odehrál 7 zápasů a zaznamenal 39 bodů.   
Po skončení hráčské kariéry se věnuje podnikatelské činnosti. Založil i vlastní firmu.

## Hráčská kariéra

### Kluby
- 1993-1994 Sokol Vyšehrad – 8. místo (1994)
- 1994-2000 Sparta Praha – 3x 5. místo (1995, 1996, 2000), 6. místo (1998), 7. místo (1999), 9. místo (1997)
- 2001-2002 Sokol Vyšehrad – 12. místo (2002)
  - Česká basketbalová liga (1993-2002, 8 sezón)

### FIBA Evropské basketbalové poháry klubů
- Sparta Praha
- FIBA Poháru Korač
  - 1994/95 vyřazení rozdílem 8 bodů ve skóre Okapi BBC Aalst, Belgie (75-91, 68-60)
  - 1995/96 vyřazení JDA Dijon, Francie (51-78, 69-71).
  - V dalších 3 ročnících soutěže (1996 až 199) z kvalifikace do čtvrtfinálové skupiny Evropského poháru Korač, když vyřadila dvakrát Polonia Przemysl, Polsko (72-64, 68-70) a (63-60, 75-67), Achilleas Nicosia, Kypr (54-71, 97-65) a Arkadia Traiskirchen, Rakousko (63-70, 78-67).
    - 1996/97 Levallois SC, Francie (59-72, 45-82), Benston Zagreb, Chorvatsko (63-90, 41-60) a Maccabi Rishon, Izrael (69-94, 80-84)
    - 1997/98 Echo Houthalen, Belgie (78-76, 62-70), Taugres Vitoria, Španělsko (49-89, 52-91) a SLUC Nancy, Francie (77-85, 56-103)
    - 1998/99 Apollon Patras, Řecko (62-85, 64-72), Maccabi Ra'anana, Izrael (66-81, 50-80) a Brotnjo Citluk, Bosna (67-85, 43-55)
- Petr Lízálek celkem 36 bodů v 19 zápasech FIBA evropských pohárů klubů

### Československo
- Mistrovství Evropy v basketbalu kadetů, 1993 v Turecku, 12. místo, 39 bodů v 7 zápasech